# Гудукин, Антон Владимирович
Анто́н Влади́мирович Гуду́кин (12 ноября 1982, Белая Калитва, Белокалитвинский район, Ростовская область, РСФСР, СССР) — российский футболист, защитник.

## Биография
Воспитанник ДЮСШ «Белая Калитва» и УОР (Ростов-на-Дону). В 12 лет уехал из дома в красносулинский интернат. Проучился там три года, после чего уехал обратно домой.
В основной состав клуба высшего дивизиона «Ростсельмаш» пробиться не смог, играл за дубль, команду второго дивизиона «Славянск» (Славянск-на-Кубани) и «Роснефтепродукт» из Сальска в Первенстве КФК.
Перед началом сезона-2003 перешёл в «КАМАЗ», где провёл основную часть своей карьеры — 8 сезонов в первом дивизионе и один — во втором. Дебютировал за клуб 27 апреля 2003 года в домашнем матче против кировского «Динамо-Машиностроителя» (3:1). Первый гол за «КАМАЗ» забил 7 июня 2003 года в кубковой игре в ворота йошкар-олинского «Спартака» (5:0). Являлся многолетним капитаном «КАМАЗа». Всего за клуб из Набережных Челнов провёл 199 матчей и забил 21 гол — второй показатель после Роберта Евдокимова.
В 2003—2005 годах участвовал в составах сборной зоны «Урал-Поволжье» и сборной первого дивизиона в традиционном осеннем молодёжном турнире Кубок ПФЛ «Надежда» для игроков до 23 лет (в 2003, 2004 — победитель, в 2005 — бронзовый призёр).
8 августа 2007 года провёл матч 1/8 финала Кубка России против ФК «Москва» (0:1). Также, в 2003 и 2004 годах играл против санкт-петербургского «Зенита» (0:2) и раменского «Сатурна»(0:3, 1:3) в рамках 1/16 финала кубка. Все эти матчи отыграл без замен.
В 2008 году в межсезонье на сборах в составе самарских «Крыльев Советов» получил серьезную травму (разрыв крестообразной связки) и вынужден был пропустить практически весь сезон. В 2009 году забил 6 голов в первом дивизионе, став вторым бомбардиром в челнинской команде.
Неоднократно появлялась информация об интересе к Гудукину клубов РФПЛ, а после ухода Юрия Газзаева из «КАМАЗа» он перед сезоном-2010 вновь был близок к переходу в «Крылья Советов».
В мае 2011 года на тренировке в ходе подготовки к матчам против оренбургского «Газовика» и екатеринбуржского «Урала» получил травму (повреждение мениска и передней крестообразной связки), 7 июня был прооперирован в Москве, выбыв из строя на полгода.
Покинул «КАМАЗ» в феврале 2012 года, причём первоначально в качестве причины ухода называлось нарушение игроком спортивного режима, однако затем эта информация как игроком, так и клубом была опровергнута.
Отличался неплохой для защитника результативностью, в том числе забивая мячи дальними ударами, со штрафных и через себя в падении.
В дальнейшем играл за любительские команды, был на просмотре в «Волгаре», непродолжительное время провёл в клубе второго дивизиона «Таганрог», после чего вернулся на родину и стал тренером.

## Достижения
Первый дивизион
- Бронзовый призёр (2): 2005, 2008

Второй дивизион
- Победитель (зона «Урал-Поволжье») (1): 2003

## Личная жизнь
Женат. Двое сыновей.